# Tèsia asiàtica
La tèsia asiàtica (Urosphena squameiceps) és una espècie d'ocell de la família dels cètids (Cettiidae). Nidifica a Corea, Manxúria i Japó i hiverna al sud de la Xina i al nord del sud-est asiàtic. Els seus hàbitats principals són els boscos temperats, els matollars temperats, els boscos tropicals i subtropicals de frondoses humits de les terres baixes i de l'estatge montà, els matollars i praderies tropicals i subtropicals (secs i humids i d'altura), els cursos d'aigua i les zones humides. El seu estat de conservació es considera de risc mínim.